# Еплгејт (Мичиген)
Еплгејт (енгл. Applegate) град је у америчкој савезној држави Мичиген.

## Демографија
По попису из 2010. године број становника је 248, што је 39 (-13,6%) становника мање него 2000. године.
| Група             | 2000.       | 2010.       |
| Белци             | 264 (92,0%) | 231 (93,1%) |
| Афроамериканци    | 0 (0,0%)    | 8 (3,2%)    |
| Азијати           | 0 (0,0%)    | 6 (2,4%)    |
| Хиспаноамериканци | 20 (7,0%)   | 8 (3,2%)    |
| Укупно            | 287         | 248         |